# Serie A 2016/2017
Soutěžní ročník Serie A 2016/17 byl 115. ročník nejvyšší italské fotbalové ligy a 85. ročník od založení Serie A. Soutěž začala 20. srpna 2016 a skončila 28. května 2017. Účastnilo se jí opět 20 týmů z toho 17 se kvalifikovalo z minulého ročníku. Poslední tři týmy předchozího ročníku, jimiž byli Carpi FC 1909, Frosinone Calcio a poslední tým ročníku - Hellas Verona FC, sestoupily do druhé ligy. Opačným směrem putovaly Cagliari Calcio (vítěz druhé ligy), FC Crotone a Delfino Pescara 1936, která po obsazení 4. místa v ligové tabulce, zvítězila v play-off.
Titul v soutěži obhajoval opět Juventus FC, který v minulém ročníku získal již 32. prvenství v soutěži a pátý v řadě.

## Přestupy hráčů
| Jméno            | odkud             | kam               | cena            |  |
| ---------------- | ----------------- | ----------------- | --------------- |  |
| Paul Pogba       | Juventus FC       | Manchester United | 105 000 000 eur |  |
| Gonzalo Higuaín  | SSC Neapol        | Juventus FC       | 90 000 000 eur  |  |
| João Mário       | Sporting CP       | FC Inter Milán    | 40 000 000 eur  |  |
| Miralem Pjanić   | AS Řím            | Juventus FC       | 32 000 000 eur  |  |
| Arkadiusz Milik  | AFC Ajax          | SSC Neapol        | 32 000 000 eur  |  |
| Álvaro Morata    | Juventus FC       | Real Madrid       | 30 000 000 eur  |  |
| Gabriel Barbosa  | Santos FC         | FC Inter Milán    | 29 500 000 eur  |  |
| Marcos Alonso    | ACF Fiorentina    | Chelsea FC        | 23 000 000 eur  |  |
| Marko Pjaca      | GNK Dinamo Záhřeb | Juventus FC       | 23 000 000 eur  |  |
| Antonio Candreva | SS Lazio          | FC Inter Milán    | 22 000 000 eur  |  |

## Složení ligy v tomto ročníku
| Klub                 | Město     | Stadión                         | Kapacita | Trenér | 2015/16          |
| -------------------- | --------- | ------------------------------- | -------- | --- | ---------------- |
| Atalanta BC          | Bergamo   | Atleti Azzurri d'Italia         | 21 300   | Gian Piero Gasperini | 13.              |
| Bologna FC 1909      | Bologna   | Renato Dall'Ara                 | 38 279   | Roberto Donadoni | 14.              |
| Cagliari Calcio      | Cagliari  | Sant'Elia                       | 16 000   | Massimo Rastelli | Serie B          |
| FC Crotone           | Crotone   | Ezio Scida                      | 16 547   | Davide Nicola | Serie B          |
| Empoli FC            | Empoli    | Carlo Castellani                | 16 800   | Giovanni Martusciello | 10.              |
| ACF Fiorentina       | Florencie | Artemio Franchi                 | 43 147   | Paulo Sousa | 5.               |
| Janov CFC            | Janov     | Luigi Ferraris                  | 36 685   | Ivan Jurić (do 19.2. 2017) Andrea Mandorlini (do 10.4. 2017) Ivan Jurić                                                                             | 11.              |
| UC Sampdoria         | Janov     | Luigi Ferraris                  | 36 685   | Marco Giampaolo | 15.              |
| AC Milán             | Milán     | Giuseppe Meazza                 | 80 080   | Vincenzo Montella | 7.               |
| FC Inter Milán       | Milán     | Giuseppe Meazza                 | 80 080   | Frank de Boer (do 1.11. 2016) Stefano Vecchi (do 8.11. 2016) Stefano Pioli (do 9.5. 2017) Stefano Vecchi                                            | 4.               |
| SSC Neapol           | Neapol    | San Paolo                       | 60 240   | Maurizio Sarri | Stříbrná medaile |
| AS Řím               | Řím       | Olimpico                        | 70 634   | Luciano Spalletti | Bronzová medaile |
| SS Lazio             | Řím       | Olimpico                        | 70 634   | Simone Inzaghi | 8.               |
| US Sassuolo          | Sassuolo  | Giglio                          | 23 717   | Eusebio Di Francesco | 6.               |
| Turín FC             | Turín     | Olimpico di Torino              | 27 994   | Siniša Mihajlović | 12.              |
| Juventus FC          | Turín     | Juventus Stadium                | 41 507   | Massimiliano Allegri |                  |
| US Città di Palermo  | Palermo   | Renzo Barbera                   | 36 349   | Davide Ballardini (do 6.9. 2016) Roberto De Zerbi (do 30.11. 2016) Eugenio Corini (do 24.1. 2017) Luis Diego López (do 11.4. 2017) Diego Bortoluzzi | 16.              |
| Delfino Pescara 1936 | Pescara   | Adriatico – Giovanni Cornacchia | 20 476   | Massimo Oddo (do 14.2. 2017) Zdeněk Zeman | Serie B          |
| Udinese Calcio       | Udine     | Friuli                          | 25 144   | Giuseppe Iachini (do 2.10. 2016) Luigi Delneri | 17.              |
| AC ChievoVerona      | Verona    | Marc'Antonio Bentegodi          | 38 402   | Rolando Maran | 9.               |

## Tabulka
| Poř. | Tým                  | Z  | V  | R  | P  | VG | OG | B  |
| ---- | -------------------- | -- | -- | -- | -- | -- | -- | -- |
| 1.   | Juventus FC          | 38 | 29 | 4  | 5  | 77 | 27 | 91 |
| 2.   | AS Řím               | 38 | 28 | 3  | 7  | 90 | 38 | 87 |
| 3.   | SSC Neapol           | 38 | 26 | 8  | 4  | 94 | 39 | 86 |
| 4.   | Atalanta BC          | 38 | 21 | 9  | 8  | 62 | 41 | 72 |
| 5.   | SS Lazio             | 38 | 21 | 7  | 10 | 74 | 51 | 70 |
| 6.   | AC Milán             | 38 | 18 | 9  | 11 | 57 | 45 | 63 |
| 7.   | FC Inter Milán       | 38 | 19 | 5  | 14 | 72 | 49 | 62 |
| 8.   | ACF Fiorentina       | 38 | 16 | 12 | 10 | 63 | 57 | 60 |
| 9.   | Turín FC             | 38 | 13 | 14 | 11 | 71 | 66 | 53 |
| 10.  | UC Sampdoria         | 38 | 12 | 12 | 14 | 49 | 55 | 48 |
| 11.  | Cagliari Calcio      | 38 | 14 | 5  | 19 | 55 | 76 | 47 |
| 12.  | US Sassuolo Calcio   | 38 | 13 | 7  | 18 | 58 | 63 | 46 |
| 13.  | Udinese Calcio       | 38 | 12 | 9  | 17 | 47 | 56 | 45 |
| 14.  | AC ChievoVerona      | 38 | 12 | 7  | 19 | 43 | 61 | 43 |
| 15.  | Bologna FC 1909      | 38 | 11 | 8  | 19 | 40 | 58 | 41 |
| 16.  | Janov CFC            | 38 | 9  | 9  | 20 | 38 | 64 | 36 |
| 17.  | FC Crotone           | 38 | 9  | 7  | 22 | 34 | 58 | 34 |
| 18.  | Empoli FC            | 38 | 8  | 8  | 22 | 29 | 61 | 32 |
| 19.  | US Città di Palermo  | 38 | 6  | 8  | 24 | 33 | 77 | 26 |
| 20.  | Delfino Pescara 1936 | 38 | 3  | 9  | 26 | 37 | 81 | 18 |

Poznámky
- Z = Odehrané zápasy; V = Vítězství; R = Remízy; P = Prohry; VG = Vstřelené góly; OG = Obdržené góly; B = Body

|  | Mistr ligy a Přímý postup do Ligy mistrů 2017/18 |
|  | Přímý postup do Ligy mistrů 2017/18              |
|  | Postup do play-off Ligy mistrů 2017/18           |
|  | Přímý postup do Evropské ligy UEFA 2017/18       |
|  | Postup do play-off Evropské ligy UEFA 2017/18    |
|  | Sestup do Serie B 2017/18                        |

## Střelecká listina
.

Nejlepší střelec Serie A 2016/17 - Edin Džeko

Nejlepším střelcem tohoto ročníku Serie A se stal boseňský útočník Edin Džeko. Hráč AS Řím vstřelil 29 branek.
| P.  | Nár                 | Hráč                  | Tým             | Branky |
| --- | ------------------- | --------------------- | --------------- | ------ |
| 1.  | Bosna a Hercegovina | Edin Džeko            | AS Řím          | 29     |
| 2.  | Belgie              | Dries Mertens         | SSC Neapol      | 28     |
| 3.  | Itálie              | Andrea Belotti        | Turín FC        | 26     |
| 4.  | Argentina           | Gonzalo Higuaín       | Juventus FC     | 24     |
| 4.  | Argentina           | Mauro Icardi          | FC Inter Milán  | 24     |
| 6.  | Itálie              | Ciro Immobile         | SS Lazio        | 23     |
| 7.  | Itálie              | Lorenzo Insigne       | SSC Neapol      | 18     |
| 8.  | Itálie              | Marco Borriello       | Cagliari Calcio | 16     |
| 8.  | Argentina           | Alejandro Darío Gómez | Atalanta BC     | 16     |
| 8.  | Senegal             | Keita                 | SS Lazio        | 16     |
| 11. | Egypt               | Mohamed Salah         | AS Řím          | 15     |
| 11. | Chorvatsko          | Nikola Kalinić        | ACF Fiorentina  | 15     |

## Vítěz
| Serie A 2016/17 Juventus FC (33. titul) |